# Boleo

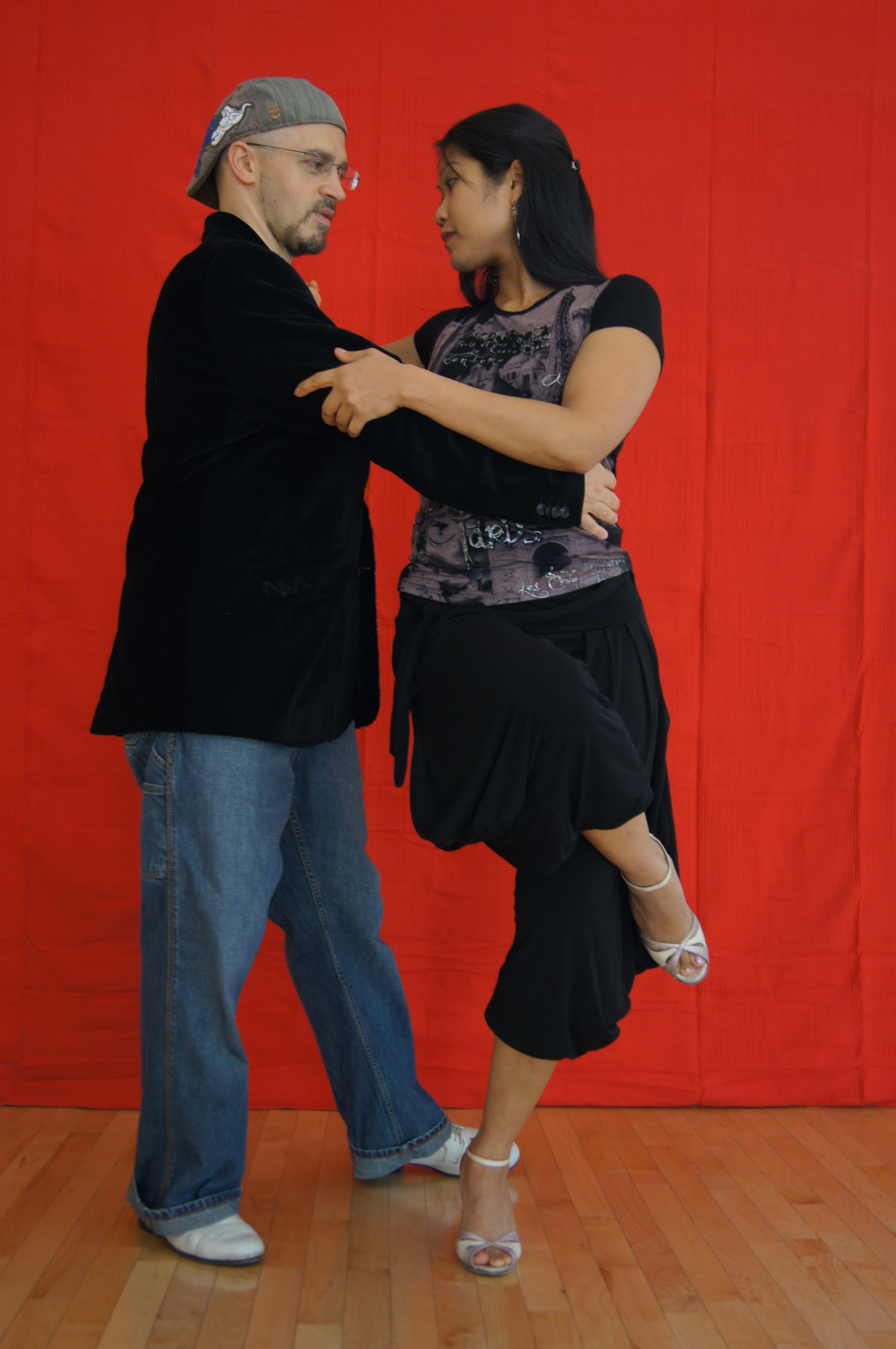
Framåtriktad boleo

Boleo är en dansrörelse inom argentinsk tango, där ett ben lämnar golvet och utför en rak eller svepande rörelse genom luften. Boleon tillhör tillsammans med ganchon och åttan tangons mest karaktäristiska rörelser och kräver liksom dessa god teknik för att utföras på ett avslappnat sätt.
Boleor (eller boleos) finns i raka och vridna varianter. En rak boleo utförs vanligen rakt framåt eller rakt bakåt och kan speciellt i framåtrörelsen göras mycket hög ifall dansarens vighet så tillåter. En vriden boleo kan antingen utföras i luften eller kring det egna stödjande benet. Den vanligaste varianten är att följaren gör en vriden boleo i luften med vänster ben under övergången från en bakåtåtta till en framåtåtta. På ett socialt dansgolv kräver benets flykt försiktighet för att inte andra danspar ska komma i vägen.